# Варяг (бронепалубный крейсер)
«Варя́г» (с 1905 по 1916 год — «Соя» (яп. 宗谷)) — бронепалубный крейсер 1-го ранга 1-й Тихоокеанской эскадры ВМФ России в 1901—1904 годах. Участник боя у Чемульпо (1904). Своё название новый корабль получил от корвета «Варяг», входившего в состав Атлантической эскадры контр-адмирала С. С. Лесовского, посетившей США в сентябре 1863 года.

## История
Крейсер был заложен в 1898 году в Филадельфии на верфях William Cramp and Sons, 31 октября 1899 года крейсер был спущен со стапелей на воду,
а в 1900 году был передан в Военно-Морской Флот Российской империи, в 1901 году вступил в строй.

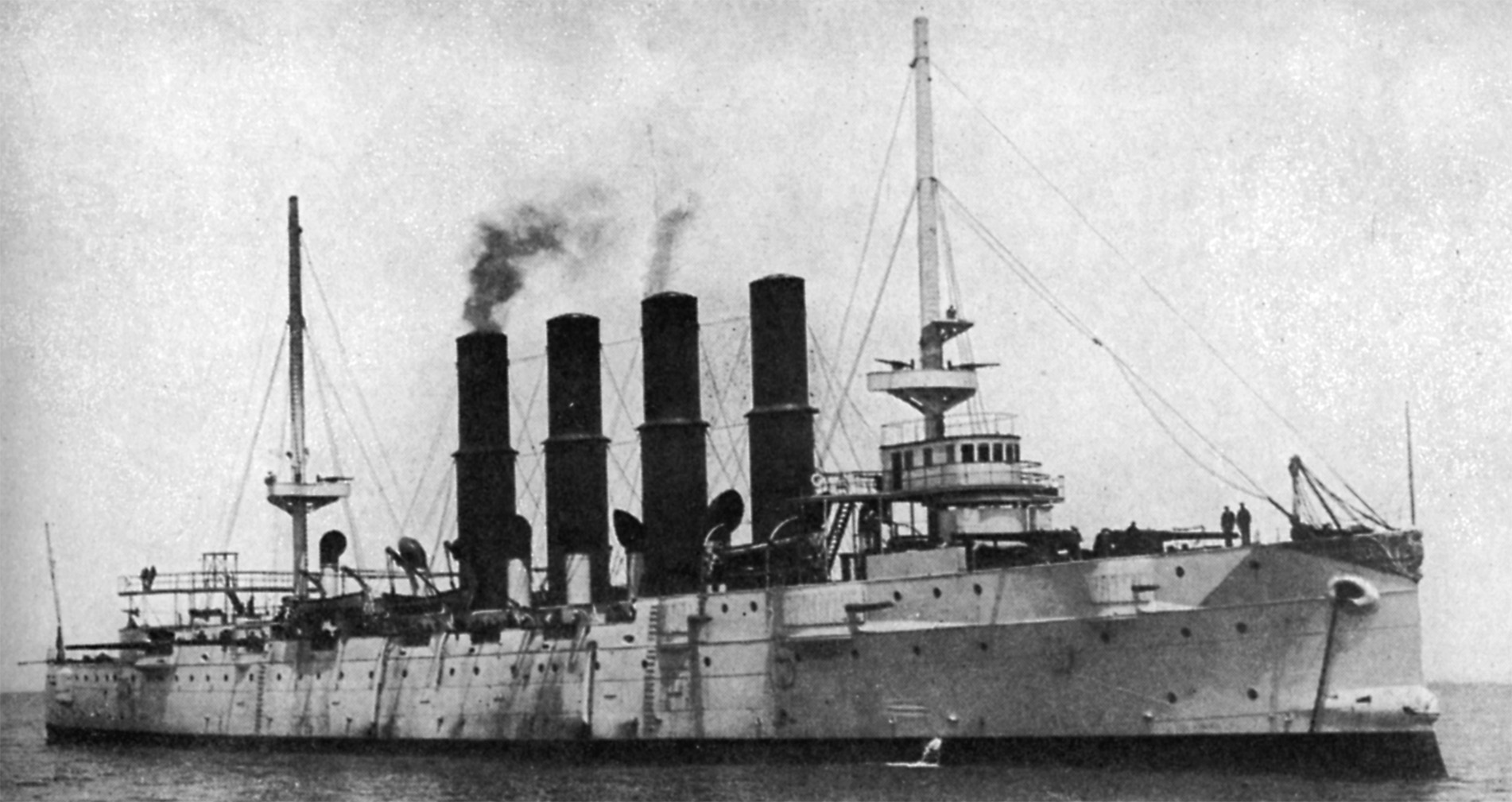
«Варяг» в окраске заграничного плавания

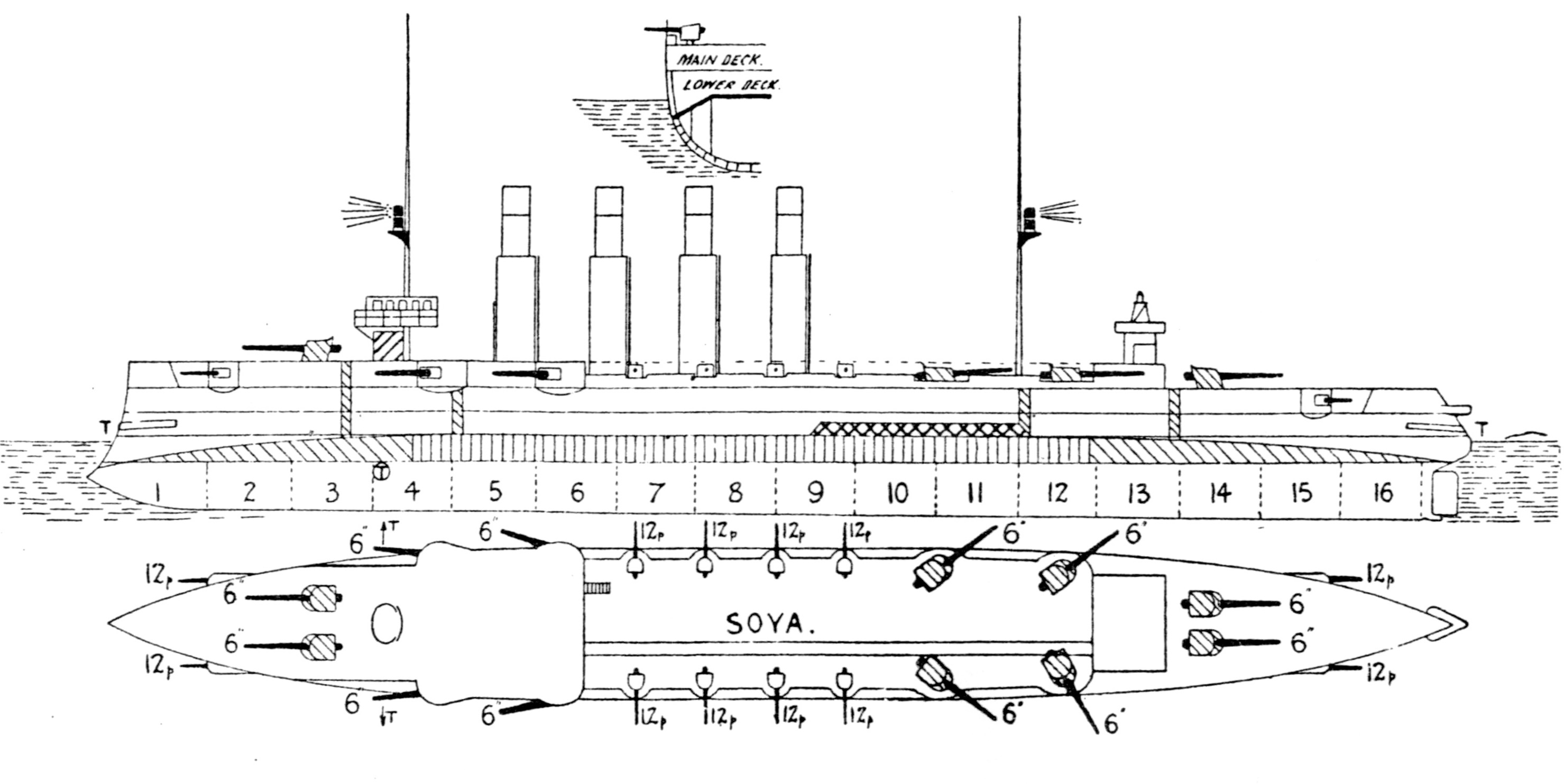
Схема расположения артиллерии на «Варяге»

После вступления в состав флота России «Варяг» базировался в Порт-Артуре. Слабая ремонтная база и изначально неудачная конструкция водотрубных котлов Никлосса , а также существенные дефекты, допущенные при строительстве, привели к тому, что уже через несколько лет службы «Варяг» не мог развить скорость свыше 14 узлов, что практически сводило на нет его преимущества.

## Бой
С начала января 1904 года крейсер «Варяг» и канонерская лодка «Кореец» находились в нейтральном корейском порту Чемульпо в распоряжении российского посольства в Сеуле; в Чемульпо также находились корабли других стран (Англии, Франции, США и Италии).
8 февраля 1904 года японская эскадра под командованием контр-адмирала Уриу (2 броненосных крейсера: «Асама» и «Чиода», 4 бронепалубных крейсера: «Нанива», «Ниитака», «Такачихо», «Акаси»; 8 миноносцев) блокировала Чемульпо, чтобы прикрыть высадку десанта (около 2 тысяч человек) и не допустить вмешательства «Варяга». В тот же день «Кореец» отправился в Порт-Артур, но по выходе из порта был атакован миноносцами (две выпущенные торпеды (самоходные мины) не попали в цель), после чего вернулся на рейд. Японские корабли успешно высадили десант, русские — им не препятствовали.
9 февраля командир «Варяга» Всеволод Фёдорович Руднев получил от Уриу ультиматум: до 12 часов покинуть порт Чемульпо (который, таким образом, становился трофеем японского флота и базой снабжения сухопутных войск, избавленных от угрозы с моря), иначе русские корабли будут атакованы на рейде. Руднев решил прорваться с боем в Порт-Артур, а в случае неудачи взорвать корабли. В полдень «Варяг» и «Кореец» вышли из Чемульпо. При выходе из порта русские корабли встретили японскую эскадру, занимавшую позицию за островом Пхамильдо.
Бой продолжался в течение часа. За это время «Варяг», согласно рапорту его командира, выпустил по противнику 1105 снарядов, «Кореец» — 52 снаряда (однако подсчёт оставшихся снарядов, извлечённых из корпуса корабля японцами после его подъёма, свидетельствует о существенном завышении этой цифры). «Кореец» применял дымовую завесу для защиты. Согласно рапорту командира «Варяга», огнём крейсера был потоплен один миноносец и повреждён крейсер «Асама», «Чиода» получил повреждения; противник предположительно потерял около 30 человек убитыми. Официальные японские источники и архивные документы не подтверждают ни попадания в японские корабли, ни каких-либо потерь.

## Повреждения, полученные в ходе боя и людские потери

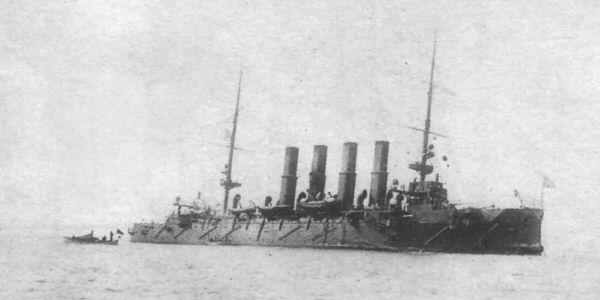
«Варяг» после сражения

В ходе боя крейсер «Варяг» получил следующие повреждения:
- разбита дальномерная станция № 1;
- подбиты 6-дюймовые орудия № 3, IX, XII, 75-мм орудие № 21, 47-мм орудия № 27 и № 28;
- уничтожена дальномерная станция № 2;
- подбиты орудия № 31 и № 32;
- пришли в негодность все 47-мм орудия;
- повреждены пять 6-дюймовых орудий;
- семь 75-мм орудий повреждены в накатниках и компрессорах;
- перебита труба, в которой проходят все рулевые приводы;
- почти снесён боевой грот-марс;
- найдены 4 подводные пробоины;
- разрушено верхнее колено третьей дымовой трубы;
- разбиты все вентиляторы;
- разрушено командирское помещение;
- многочисленные мелкие повреждения.

Людские потери:
- Убит дальномерный офицер мичман граф Нирод и 38 нижних чинов;
- ранены 3 офицера (тяжело — мичман Губонин, легко — мичманы Лабода и Балк) и 70 нижних чинов;
- контужен и ранен в голову командир капитан 1-го ранга Руднев.

Поэтому на общем собрании офицеров крейсера было принято решение затопить корабль, чтобы тот не попал в руки врага.
После эвакуации команды на корабли нейтральных стран «Варяг» был 9 февраля (по новому стилю) в 18 часов 10 минут затоплен: старший и трюмный механики совместно с хозяевами отсеков открыли кингстоны. «Кореец» был взорван. Также был затоплен российский пароход «Сунгари».
После русско-японской войны японское правительство создало в Сеуле музей памяти героев «Варяга» и наградило Руднева орденом Восходящего солнца.

## После боя
В 13:35 Руднев отправился на «Талбот», где заявил его командиру о намерении уничтожить «Варяг» и перевезти команду на нейтральные корабли; получив согласие Бэйли, к «Варягу» стали прибывать шлюпки с иностранных кораблей с врачами, которые начали перевозить сначала раненых, а затем и остальную команду корабля на английский, французский и итальянский крейсера. Командир американской канонерской лодки, не имея указаний от руководства, отказался принимать русских моряков, в связи с чем Руднев отослал её шлюпку с врачом. К 15:50 перевозка команды крейсера была завершена; по просьбе командиров иностранных судов, опасавшихся повреждения своих кораблей при взрыве (имевшей место согласно сообщению Руднева), было решено ограничиться затоплением «Варяга» путём открытия клапанов и кингстонов; при этом не проводились мероприятия, направленные на приведение вооружения и оборудования крейсера в непригодность. Командой был взят минимум вещей, тела погибших не эвакуировались и были оставлены на корабле. В 18:10 «Варяг», имея на корме продолжающийся пожар, опрокинулся на левый борт и лёг на грунт.

## Военные почести в России

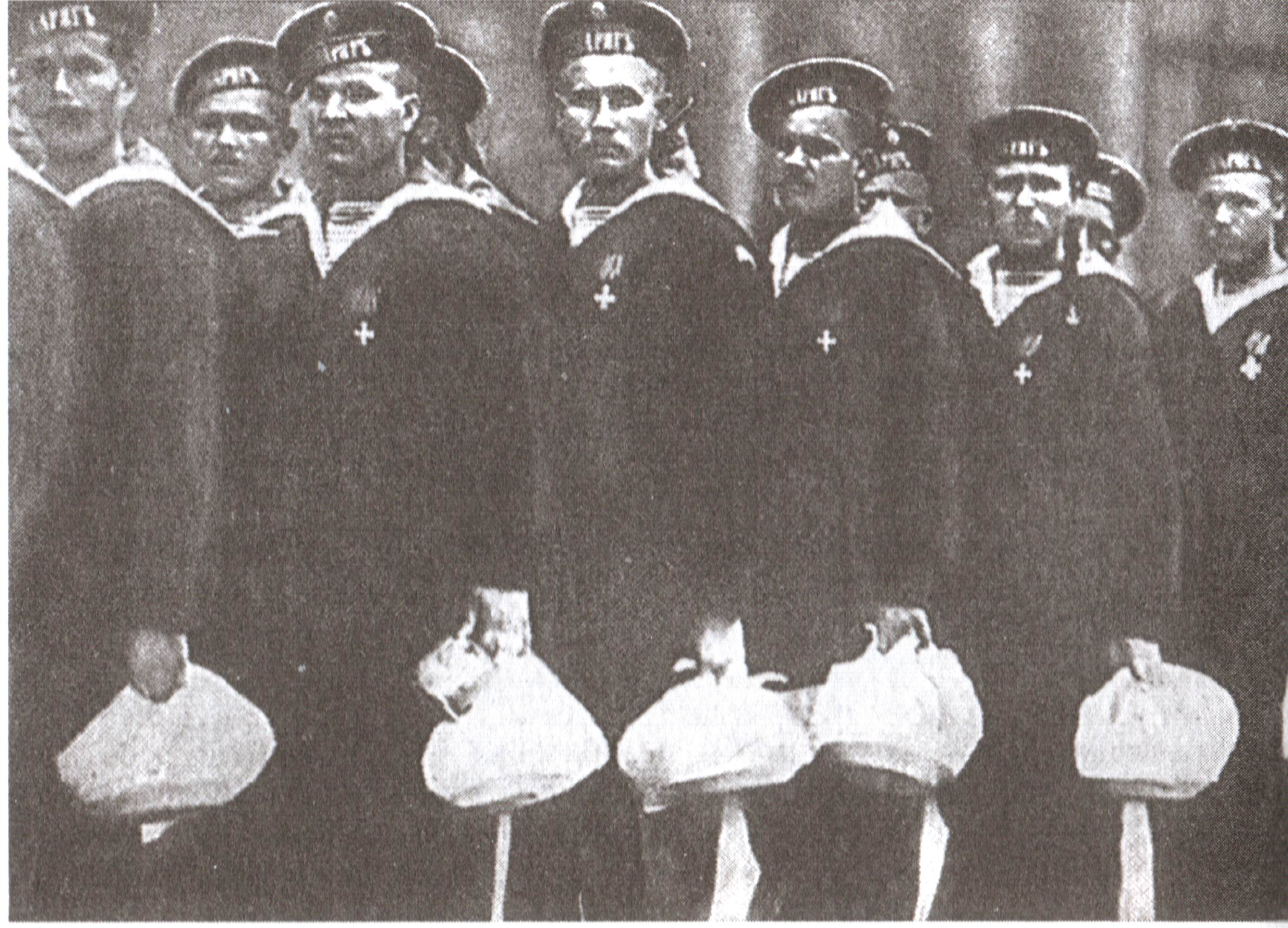
Члены экипажа крейсера «Варяг» с подарками на Знаменской площади. Санкт-Петербург. 1904 г.

После сражения 24 раненых русских моряка находились на лечении в Чемульпо, двое из них умерли. Ещё 11 раненых были приняты на лечение иностранными кораблями.
Затем экипажи русских кораблей были приняты на иностранные суда, о чём была достигнута предварительная договорённость перед затоплением «Варяга», и, дав обязательство не принимать участия в последующих боевых действиях, через нейтральные порты вернулись в Россию. В Одессу на пароходе «Малайя» 19 марта 1904 года прибыла первая группа матросов и офицеров, в количестве около 300 человек, а третья, и последняя, группа — 6 апреля. Всего в Одессу было доставлено 30 офицеров и 600 матросов с крейсера «Варяг» и канонерской лодки «Кореец», а также 55 матросов с «Севастополя» и 30 казаков Забайкальской казачьей дивизии, охранявших русскую миссию в Сеуле. Из Одессы они проследовали на русских транспортных судах в Севастополь, а оттуда по линии Московско-Курской железной дороги в Петербург, через Симферополь, Москву и другие города. По всему маршруту морякам оказывался торжественный и трогательный приём.
16 апреля 1904 года они прибыли в Петербург и, выстроившись колоннами, промаршировали от Николаевского вокзала до площади Зимнего дворца. Здесь моряков-героев приветствовал император Николай II. Все они были приглашены на торжественный обед во дворец, где по этому случаю были приготовлены специальные обеденные приборы, которые после торжества были отданы морякам. В соборе Зимнего дворца был отслужен благодарственный молебен, в котором участвовал полный хор Придворной певческой капеллы (в обычное время разделённый на части между церквами нескольких императорских дворцов). Всем матросам «Варяга» в подарок от Николая II были вручены именные часы.

## Под японским флагом

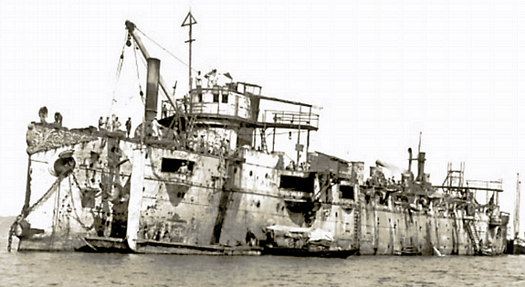
Крейсер «Варяг» сразу после поднятия японцами

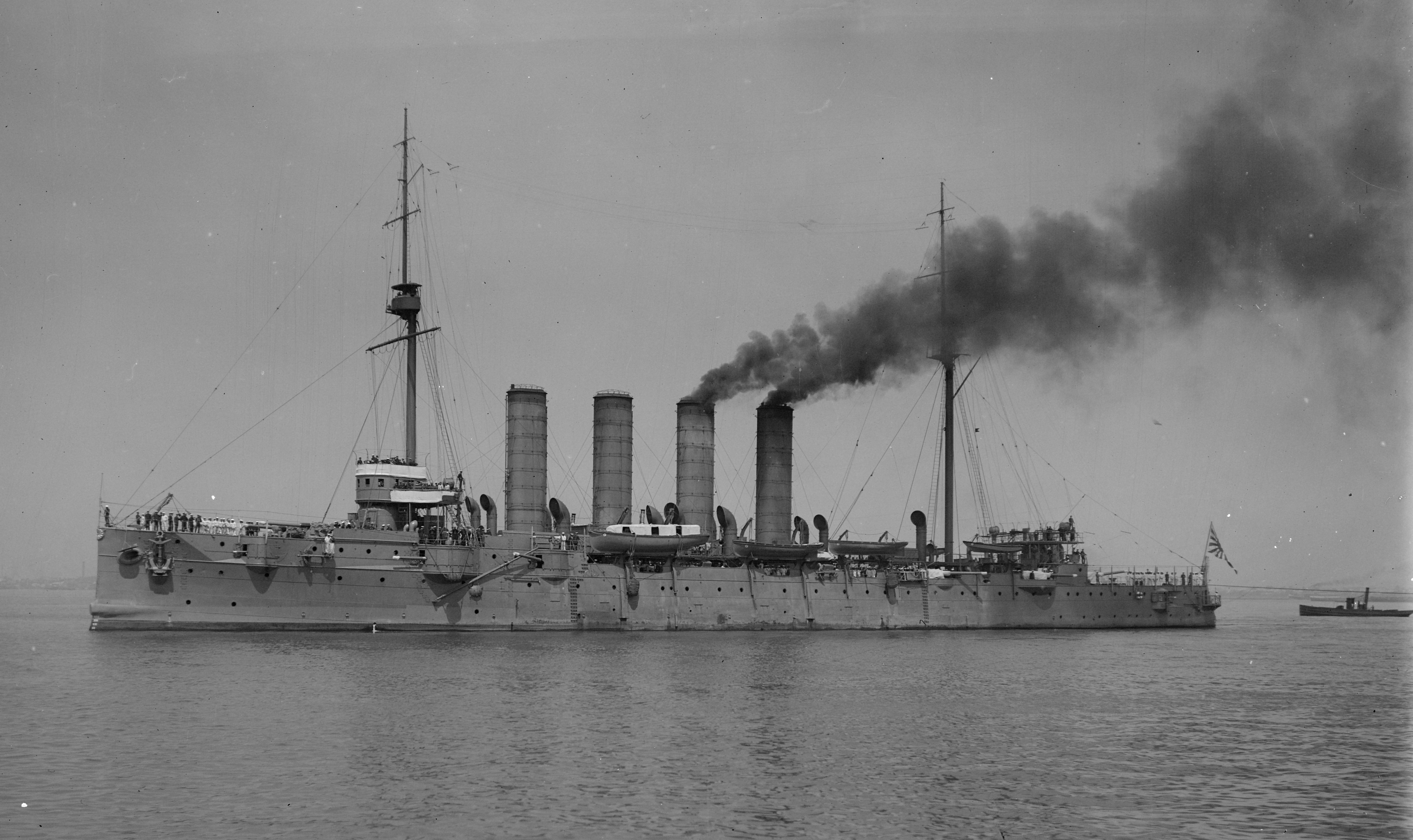
Японский крейсер «Соя» с визитом в Австралию, между 1910 и 1915 годами.

«Варяг» был поднят японцами 8 августа 1905 года. 22 августа 1905 года был включён в состав Императорского флота Японии. Отремонтирован и введён в строй 9 июля 1907 года в качестве крейсера 2-го класса под названием «Соя» (яп. 宗谷 по японскому названию самого северного мыса о. Хоккайдо, мыса Соя).
Более семи лет использовался японцами для учебных целей. Отдавая дань подвигу русских моряков, японцы оставили на корме название «Варягъ» по личному решению императора Муцухито. Новобранцам капитан судна объявлял о том, что они будут обучаться на русском корабле, который сразился с целой эскадрой, а его экипаж отказался сдаться в плен. С 14 марта по 7 августа 1909 года крейсер ушёл в поход к Гавайским островам и Северной Америке для отработки навигации в условиях дальнего плавания и обучения офицерского состава. Подобные походы крейсер выполнял до 1 декабря 1915 года.

## Возвращение под российский флаг

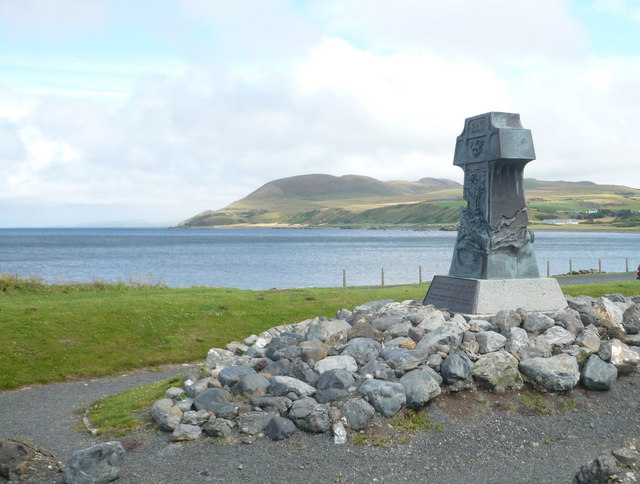
Мемориал крейсеру «Варяг» в Лендалфуте с видом на залив Ферт-оф-Клайд, Шотландия

Во время Первой мировой войны Российская империя и Япония стали союзниками. В 1916 году крейсер «Соя» (вместе с броненосцами «Сагами» и «Танго») был выкуплен Россией. 4 апреля японский флаг был спущен и 5 апреля 1916 года крейсер переведён во Владивосток, после чего под прежним именем «Варяг» был включён в состав флотилии Северного Ледовитого океана (совершил переход из Владивостока в Романов-на-Мурмане) в составе Отряда судов особого назначения под командованием контр-адмирала Бестужева-Рюмина.
В феврале 1917 года ушёл на ремонт в Великобританию, где был конфискован британцами, поскольку советское правительство отказалось платить по долгам Российской Империи. В 1920 году перепродан германским фирмам на слом. При буксировке корабль попал в шторм и сел на мель у западных берегов Шотландии, около деревни Лендалфут в заливе Ферт-оф-Клайд, Ирландское море, и от буксировки пришлось отказаться. С 1923 года разбирался на месте. Часть металлических конструкций была тогда же снята местными жителями. К 1925 году то, что не было разобрано, затонуло, часть впоследствии взорвана.

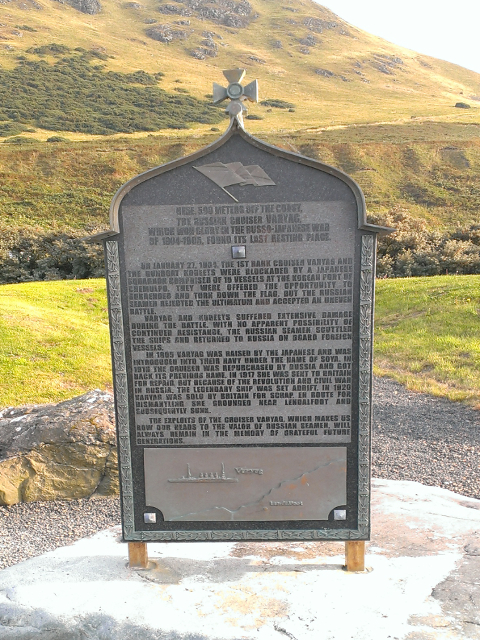
Аверс мемориальной доски на мемориале «Варяг» в Лендалфуте, Шотландия.
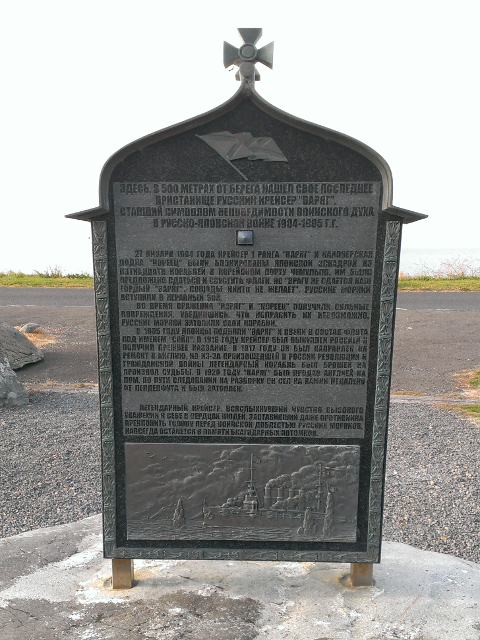
Реверс мемориальной доски на мемориале «Варяг» в Лендалфуте, Шотландия.
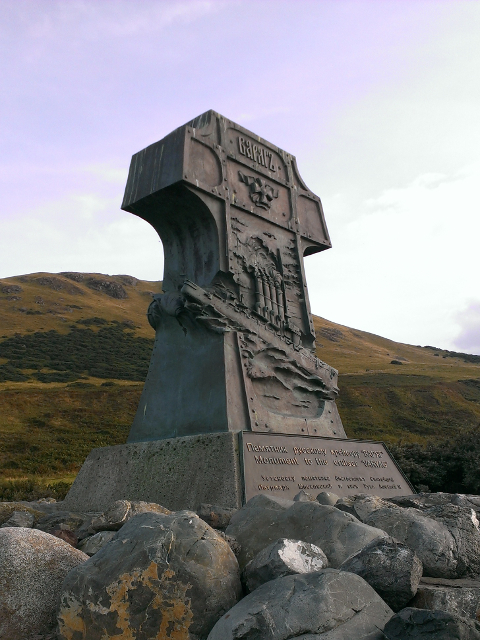
Аверс памятника у мемориала «Варяг» в Лендалфуте, Шотландия.
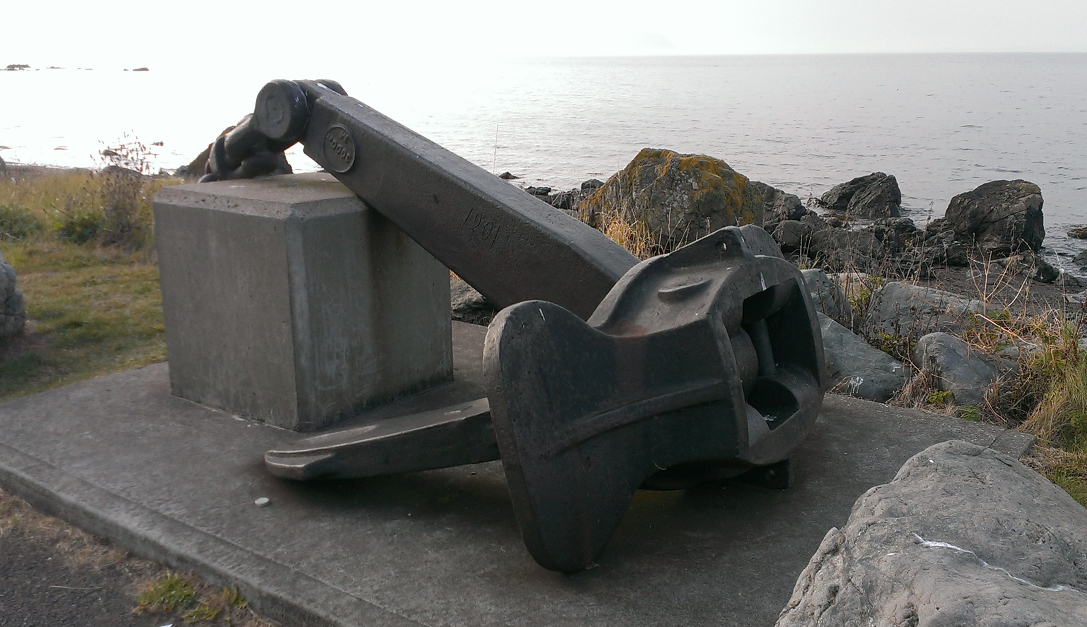
Якорь у мемориала «Варяг» в Лендалфуте, Шотландия.

8 февраля 1954 года по случаю 50-летия подвига у Чемульпо указом Президиума Верховного Совета СССР медалями «За отвагу» были награждены 15 ветеранов крейсера «Варяг»:
1. Бакалов, Василий Фёдотович
2. Войцеховский, Адольф Доминикович
3. Залидеев, Дмитрий Степанович
4. Крылов, Степан Давыдович
5. Кузнецов, Прокофий Максимович
6. Крутяков, Василий Иванович
7. Капленков, Иван Ефимович
8. Калинкин, Макар Евдокимович
9. Кузнецов, Александр Ильич
10. Мазурец, Лукьян Григорьевич
11. Поликов, Пётр Егорович
12. Семёнов, Фёдор Фёдорович
13. Чибисов, Тихон Прокофьевич
14. Шкатник, Андрей Иванович
15. Ярославцев, Иван Фёдорович.

В тот же день Президиум ЦК КПСС принял предложение о назначении этим ветеранам пенсий. Медали лично вручил Главком ВМФ СССР Н. Г. Кузнецов. Позднее орденами и медалями были награждены ещё 139 ветеранов-моряков с «Варяга» и «Корейца».
В 2003 году состоялась первая российская экспедиция с погружением в район обломков, были подняты некоторые небольшие детали. В погружении принимал участие внук капитана Руднева, проживающий во Франции.
13 июля 2009 года после переговоров с корейской стороной, которые длились шесть лет, России были переданы в аренду на девять месяцев реликвии, связанные с подвигом крейсера «Варяг» и канонерской лодки «Кореец». Ранее экспонаты находились в фондах муниципального музея корейского города Инчхона. 25 июля, в канун Дня Военно-Морского Флота, экспозиция передвижной выставки «Крейсер „Варяг“. Обретение реликвий» была открыта в Государственном Эрмитаже. Впоследствии выставку увидели в Москве, Мурманске, Североморске, Калининграде, Владивостоке, Петропавловске-Камчатском.
11 ноября 2010 года в присутствии президента РФ Дмитрия Медведева мэр Инчхона передал российским дипломатам гюйс крейсера «Варяг» на временное хранение в течение двух лет с правом продления этого срока. Церемония прошла в посольстве России в Сеуле. В 2012 году Россия официально попросила Южную Корею продлить на десять лет срок аренды флага.

## Корабли, названные в честь «Варяга»
В 1954 году по случаю 50-летия подвига у Чемульпо был обнародован приказ Кузнецова о присвоении имени «Варяг» строящемуся крейсеру проекта 68-бис. После прихода к власти Никиты Сергеевича Хрущёва все строившиеся артиллерийские крейсера были разобраны на металл. То же коснулось и «Варяга». Только в 1965 году в состав Тихоокеанского флота вошёл ракетный крейсер проекта 58 «Варяг», прослуживший с 1965 по 1990 год. С 1990 по 1993 год имя «Варяг» носил авианосец проекта 1143.6. С 1996 года имя унаследовал ракетный крейсер «Варяг» проекта 1164, флагман Тихоокеанского флота России.

## Тактико-технические характеристика «Варяга», и других бронепалубных крейсеров Российской империи
| Сравнительные ТТХ российских бронепалубных крейсеров |                                   |                                    |                             |                                   |                                               |                                                  |                                                                                    |                                                 |                                  |                                  |
| Характеристики                                       | «Витязь»[29]                      | «Адмирал Корнилов»[98]             | «Светлана»[99]              | «Диана»[100]                      | «Варяг»[101]                                  | «Аскольд»[102]                                   | «Богатырь»[103]                                                                    | «Новик»[104]                                    | «Жемчуг»[105]                    | «Боярин»[106]                    |
| Водоизмещение, т                                     | 3537                              | 5863                               | 3924                        | 6657—6731                         | 6604                                          | 6000                                             | 6975—7428                                                                          | 3080                                            | 3520                             | 3274                             |
| Артиллерия                                           | 10 — 152-мм, 4 — 87-мм, 8 — 37-мм | 14 — 152-мм, 6 — 47-мм, 10 — 37-мм | 6 — 152-мм, 10 — 47-мм      | 8 — 152-мм, 24 — 75-мм, 8 — 37-мм | 12 — 152-мм, 12 — 75-мм, 8 — 47-мм, 2 — 37-мм | 12 — 152-мм, 12 — 75-мм, 8 — 47-мм, 2 — 37-мм    | 12 — 152-мм, 6/8 — 75-мм, 6 — 47-мм                                                | 6 — 120-мм, 6 — 47-мм, 2 — 37-мм                | 8 — 120-мм, 6 — 47-мм, 2 — 37-мм | 6 — 120-мм, 8 — 47-мм. 4 — 37-мм |
| Торпедные аппараты                                   | 3×1 — 381-мм                      | 6×1 — 381-мм                       | 2×1 — 381-мм                | 3×1 — 381-мм                      | 6×1 — 381(450)-мм                             | 6×1 — 381-мм                                     | 2×1 — 381-мм                                                                       | 5×1 — 381-мм                                    | 3×1 — 381-мм                     | 5×1 — 381-мм                     |
| Бронирование, мм                                     | Палуба — 37                       | Палуба — 25—63, рубка — 76         | Палуба — 25—51, рубка — 102 | Палуба — 37—63, рубка — 51—152    | Палуба — 37—76, рубка — 76—152                | Палуба — 51—76, щиты орудий ГК — 25, рубка — 152 | Палуба — 35—70, башни — 89—127, казематы — 20—80, щиты орудий ГК — 25, рубка — 140 | Палуба — 30—51, щиты орудий ГК — 25, рубка — 30 | Палуба — 30—51, рубка — 30—45    | Палуба — 30—51, рубка — 76       |
| Энергетическая установка, л. с.                      | 3000                              | 6581                               | 10 100                      | 11 610 — 12 200                   | 16 198                                        | 20 434                                           | 19 350 — 20 370                                                                    | 17 000                                          | 17 000                           | 11 500                           |
| Максимальная скорость, узлов                         | 14,4                              | 17,6                               | 21,6                        | 19,0—19,2                         | 23,2                                          | 23,5                                             | 23—24                                                                              | 25                                              | 22,6—24                          | 22,5                             |

## Офицеры и чиновники крейсера
- Командиры:
  - 22.03.1899—01.03.1903 — капитан 2-го ранга (с 18.04.1899 капитан 1-го ранга) Бэр, Владимир Иосифович
  - 01.03.1903—27.01.1904 — капитан 1-го ранга Руднев, Всеволод Фёдорович
- Старшие офицеры:
  - 02.01.1902—24.10.1902 — лейтенант (с 06.12.1901 капитан 2-го ранга) Крафт, Евгений Карлович
  - 13.10.1902—27.01.1904 — лейтенант (с 01.01.1904 капитан 2-го ранга) Степанов, Вениамин Васильевич
- Старшие минные офицеры:
  - 02.01.1901—29.01.1903 — лейтенант Долгобородов, Сергей Степанович (переведён на миноносец «Беспощадный»)
  - 28.01.1903—27.01.1904 — лейтенант Берлинг, Роберт Иванович (переведён с эскадренного броненосца «Севастополь»)
- Младшие минные офицеры:
  - 28.08.1901—21.03.1902 — лейтенант Берлинг, Роберт Иванович (переведён с эскадренного броненосца «Синоп», а затем — на эскадренный броненосец «Севастополь»)
  - 22.03.1902—15.05.1902 — лейтенант Зенилов, Николай Исхакович (переведён с крейсера «Рюрик», а затем обратно)
  - xx.07.1902—xx.xx.1902 — лейтенант Прокопович, Всеволод Константинович
  - 02.03.1903—20.04.1903 — лейтенант Муравьёв, Пётр Владимирович (переведён с миноносца «Боевой»)
  - 06.06.1903—22.07.1903 — лейтенант Елчанинов, Фёдор Михайлович (переведён с миноносца «Грозовой»)
- Старшие артиллерийские офицеры:
  - 02.01.1901—10.03.1901 — капитан КМА Петров, Владимир Иванович
  - 12.07.1901—09.11.1901 — лейтенант Пышнов, Александр Михайлович
  - 09.11.1901—06.12.1902 — лейтенант Рихтер, Оттон Оттонович
  - 06.12.1902—27.01.1904 — лейтенант Зарубаев, Сергей Валерианович (переведён с канонерской лодки «Отважный»)
- Младшие артиллерийские офицеры:
  - 02.01.1901—05.06.1901 — лейтенант Рихтер, Оттон Оттонович
  - 29.09.1901—07.10.1902 — лейтенант Зарубаев, Сергей Валерианович (переведён на канонерскую лодку «Отважный»)
- Старшие штурманские офицеры:
  - 02.01.1901—11.12.1902 — лейтенант Свербеев, Сергей Дмитриевич (переведён на эскадренный броненосец «Петропавловск»)
  - xx.12.1902—27.06.1903 — лейтенант Рклицкий, Георгий Михайлович
  - 30.06.1903—06.07.1903 — лейтенант Беренс, Михаил Андреевич (переведён с канонерской лодки «Отважный», а затем на канонерскую лодку «Гиляк»)
  - 24.07.1903—29.08.1903 — лейтенант Беренс, Михаил Андреевич (переведён с канонерской лодки «Гиляк»)
  - 29.08.1903—13.09.1903 — лейтенант Беренс, Евгений Андреевич (переведён с крейсера 2-го ранга «Забияка», а затем на крейсер «Паллада»)
  - 19.09.1903—27.01.1904 — лейтенант Беренс, Евгений Андреевич (переведён с крейсера «Паллада»)
- Младшие штурманские офицеры:
  - 02.01.1901—01.06.1901 — мичман Екимов, Анатолий Петрович (переведён в вахтенные начальники)
  - 26.07.1901—16.08.1902 — мичман Черниловский-Сокол, Николай Иванович (переведён с минного крейсера «Посадник», потом назначен и. д. ревизора)
  - 01.01.1903—27.01.1904 — мичман граф Нирод, Алексей Михайлович (переведён из вахтенных начальников)
- Вахтенные начальники:
  - 02.01.1901—28.06.1901 — лейтенант Назимов, Иван Иванович (переведён на крейсер «Генерал-адмирал»)
  - 02.01.1901—11.06.1902 — мичман Кованько, Александр Владимирович (переведён на минный транспорт «Енисей»)
  - 02.01.1901—14.03.1903 — лейтенант Постельников, Анатолий Юрьевич (переведён на канонерскую лодку «Отважный»)
  - 07.05.1901—xx.xx.1902 — лейтенант Твермес, Людовик Карлович (переведён на крейсер «Громобой»)
  - 01.06.1901—08.01.1903 — мичман Екимов, Анатолий Петрович (переведён из младших штурманских офицеров, а затем на минный транспорт «Енисей»)
  - 18.07.1901—03.03.1902 — лейтенант Хмелёв, Сергей Леонидович (переведён на миноносец № 51, а затем на минный крейсер «Всадник»)
  - 03.04.1902—01.05.1902 — лейтенант Хмелёв, Сергей Леонидович (переведён с минного крейсера «Всадник», а затем на миноносец № 205)
  - 07.06.1902—19.08.1902 — лейтенант Хмелёв, Сергей Леонидович (переведён с миноносца № 205, а затем на миноносец «Бдительный»)
  - 14.10.1902—01.01.1903 — мичман граф Нирод, Алексей Михайлович (переведён в младшие штурманские офицеры)
  - 21.10.1902—03.07.1903 — мичман Соймонов, Василий Михайлович (переведён на миноносец «Сердитый»)
  - 22.10.1902—11.12.1902 — мичман Кованько, Александр Владимирович (переведён с минного транспорта «Енисей»)
  - 01.01.1903—20.04.1903 — мичман Деливрон, Андрей Андреевич (переведён с миноносца «Бесшумный»)
  - 08.01.1903—20.04.1903 — мичман Рубец, Георгий Иванович (переведён с эскадренного броненосца «Пересвет»)
  - 28.01.1903—15.04.1903 — мичман Коптев, Евгений Дмитриевич
  - 22.05.1903—10.06.1903 — лейтенант Беренс, Евгений Андреевич (переведён с миноносца «Властный», затем — на крейсер 2-го ранга «Забияка»)
  - 22.05.1903—01.09.1903 — лейтенант Кашерининов, Александр Александрович (переведён с миноносца «Внушительный», а затем — на миноносец «Внимательный»)
  - 11.06.1903—30.07.1903 — мичман Пышнов, Яков Михайлович (переведён с канонерской лодки «Бобр»)
  - 21.06.1903—11.10.1903 — мичман Пилкин, Алексей Константинович (переведён с миноносца «Внимательный», затем на крейсер 2-го ранга «Разбойник»)
  - 15.10.1903—27.01.1904 — мичман Губонин, Пётр Николаевич
  - 15.10.1903—27.01.1904 — мичман Эйлер, Дмитрий Павлович
  - 21.10.1903—27.01.1904 — мичман Шиллинг, Александр Николаевич (переведён с миноносца «Грозовой»)
  - 28.10.1903—27.01.1904 — мичман Балк, Василий Александрович
  - 16.11.1903—27.01.1904 — мичман Лобода, Александр Александрович
- Старший судовой механик:
  - 02.01.1901—27.01.1904 — помощник старшего инженер-механика Лейков, Николай Генрихович
- Младшие судовые механики:
  - 02.01.1901—01.07.1901 — младший инженер-механик Роднин, Владимир Николаевич (переведён в минные механики)
  - 21.07.1901—08.01.1903 — младший инженер-механик Сейпель, Генрих Фридрихович (переведён с броненосца береговой обороны «Не тронь меня», а затем на эскадренный броненосец «Петропавловск»
  - 15.02.1903—23.02.1903 — младший инженер-механик Пиоульский, Владислав Владиславович (переведён на крейсер «Рюрик»)
  - 19.10.1903—27.01.1904 — младший инженер-механик Спиридонов, Сергей Сергеевич
- Минные механики:
  - 01.07.1901—11.06.1902 — младший инженер-механик Роднин, Владимир Николаевич (переведён из младших судовых механиков, а затем на портовое судно «Силач»
  - 11.07.1902—19.05.1903 — младший инженер-механик Куличенко, Михаил Андреевич (переведён на канонерскую лодку «Гремящий»)
  - 16.11.1903—27.01.1904 — младший инженер-механик Зорин, Николай Владимирович
- Трюмный механик:
  - 02.01.1901—27.01.1904 — младший инженер-механик Солдатов, Яков Саввич
- Старшие судовые врачи:
  - 02.01.1901—21.05.1903 — коллежский советник Зорт, Август Августович
  - 16.06.1903—27.01.1904 — коллежский советник Храбростин, Михаил Николаевич
- Младшие судовые врачи:
  - 02.01.1901—17.06.1901 — лекарь (с 25.01.1901 коллежский асессор) Жук, Александр Александрович
  - 01.07.1901—14.11.1903 — титулярный советник Андреев, Владимир Андреевич
  - 01.11.1903—27.01.1904 — лекарь Банщиков, Михаил Лаврентьевич (переведён с крейсера «Диана»)
- Шкиперы:
  - 02.01.1901—xx.xx.1902 — титулярный советник Ладанов, Константин Михайлович
  - 01.03.1903—27.01.1904 — титулярный советник Барсуков, Дмитрий Сергеевич
- Комиссар:
  - 02.01.1901—27.01.1904 — коллежский секретарь Денисов, Андрей Филимонович
- Машинный содержатель
  - 02.01.1901—27.01.1904 — титулярный советник Маркелов, Фёдор Андрианович
- Священнослужители
  - 02.01.1901—06.10.1902 — иеромонах о. Вассиан
  - 06.10.1902—27.01.1904 — священник Руднев, Михаил Иванович

## Монументы и памятные доски в честь членов экипажа крейсера

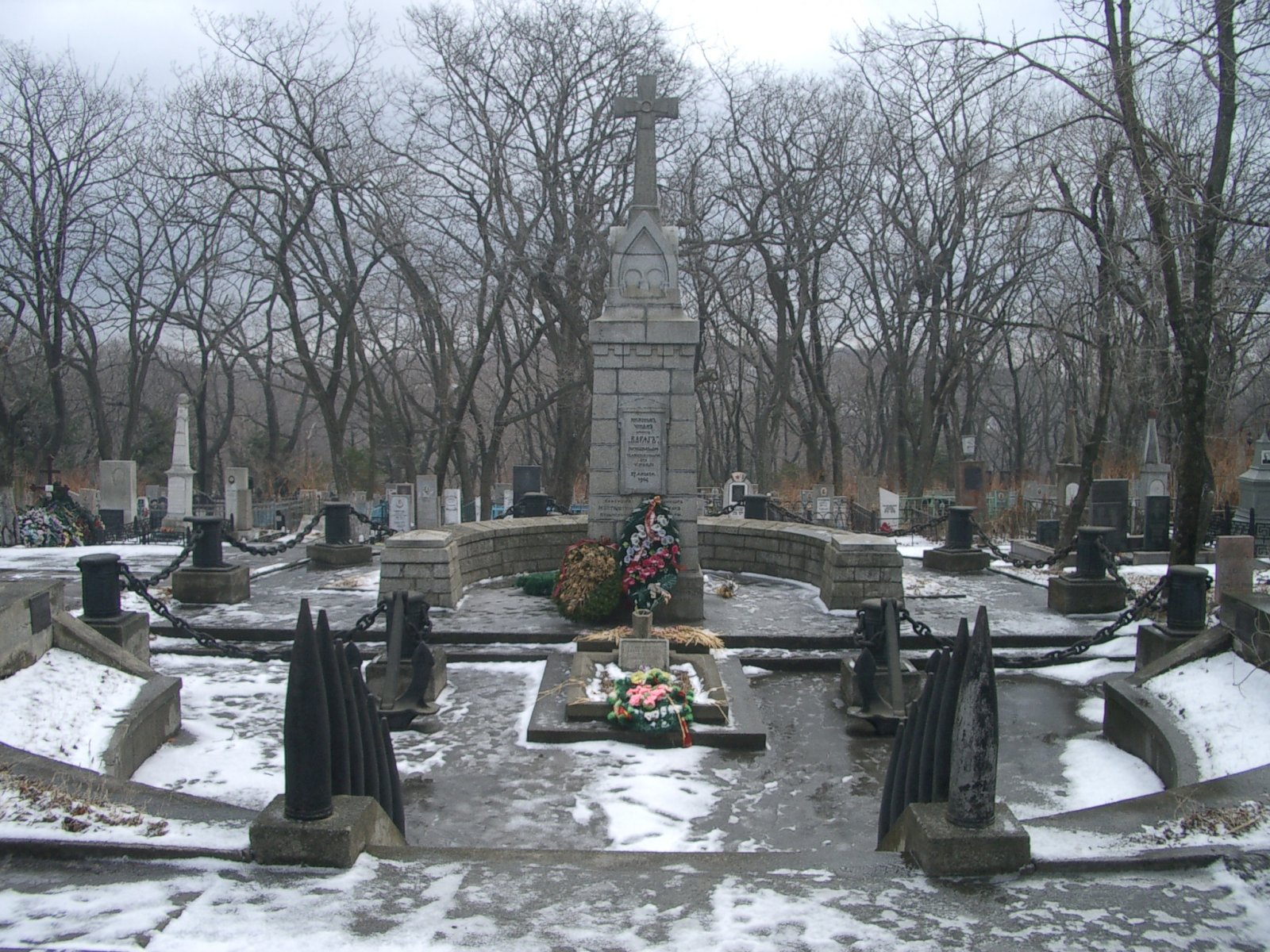
Захоронение нижних чинов крейсера «Варяг», Морское кладбище, Владивосток.

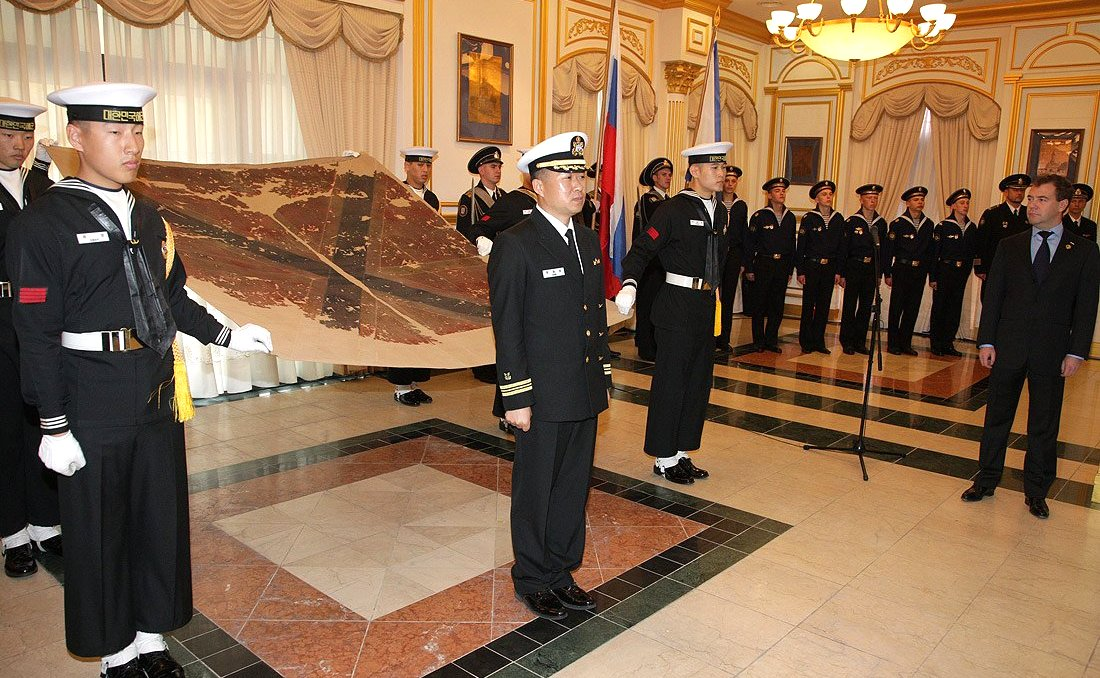
Церемония передачи флага крейсера «Варяг». 10 ноября 2010 года.

Память погибших моряков увековечена монументом на Морском кладбище Владивостока. Во Владивостоке есть улица Героев «Варяга».
Памятники командиру крейсера В. Ф. Рудневу установлены в Туле, Новомосковске и селе Савино Заокского района Тульской области.
В деревне Савино Заокского района Тульской области 9 февраля 2004 года был открыт Музей командира крейсера «Варяг» В. Ф. Руднева.
10 февраля 2004 года, в ознаменование 100-летия исторического морского сражения, в южнокорейском порту Инчхон были открыты мемориальная доска и памятник. Мемориальная доска установлена на здании бывшего госпиталя Красного Креста, где проходили лечение моряки, получившие ранения в ходе боя. Памятник воздвигнут на набережной Инчхона и представляет собой камень с одиноко лежащей на нём бронзовой бескозыркой. Автор монумента — заслуженный скульптор России Андрей Балашов.
На месте затопления крейсера, на берегу залива Ферт-оф-Клайд возле шотландского населённого пункта Лендалфут, 30 июля 2006 года установлена памятная доска. 8 сентября 2007 года там же установлен памятник.
В селе Вутабоси Канашского района Чувашии на здании церкви Святого Пророка и Крестителя Иоанна сохранилась одна мемориальная доска «В этом доме проживал участник русско-японской войны 1904−1905 гг. комендор крейсера „Варяг“ Зиновьев Канон Зиновьевич».
В селе Монастырщина Оричевского района Кировской области установлена мемориальная доска на здании дома культуры, посвящённая герою крейсера «Варяг» подпоручику Поглазову Георгию Константиновичу.
В райцентре Любинский Омской области открыт памятник кочегару «Варяга» Ф. Е. Михайлову.
В городе Ростове-на-Дону на Братском кладбище (пр. Нагибина) сохранилась могила матроса крейсера «Варяг» Ивана Ефимовича Капленкова, на которой написаны его ФИО, годы жизни и краткая информация об участии в сражении.
В Республике Молдова, в селе Чучуля Глодянского района, на территории кладбища стоит памятник матросу «Варяга» Дмитрию Марк, участвовавшему в сражении у Чемульпо.
На Донском кладбище Ярославля сохранилась могила с надписью: «Шестаков Михаил Ильич, 1875—1940, матрос с „Варяга“».
В июле 2012 в городе Славута (Украина) ветеранами Военно-морского флота установлен памятник на могиле матроса крейсера «Варяг», участника боя у Чемульпо А. Д. Войцеховского.
В июле 2018 года в селе Вертуновка, Бековского района Пензенской области, установлен памятник матросу, санитару, крейсера «Варяг» Сшивнову Петру Спиридоновичу, участвовавшему в сражении у Чемульпо.
В Центрально военно-морском музее находится экспозиция: "Русско-японская война 1904—1905 гг. Бой крейсера «Варяг».

## В топонимике
В честь крейсера «Варяг» назван остров в Антарктиде (остров Варяг, Море Содружества, залив Прюдс, 68°51′ ю. ш. 77°46′ в. д., остров открыт и нанесён на карту в 1956 году Советской Антарктической экспедицией, название острову присвоено не позже 1959 года).

## Образ крейсера в культуре

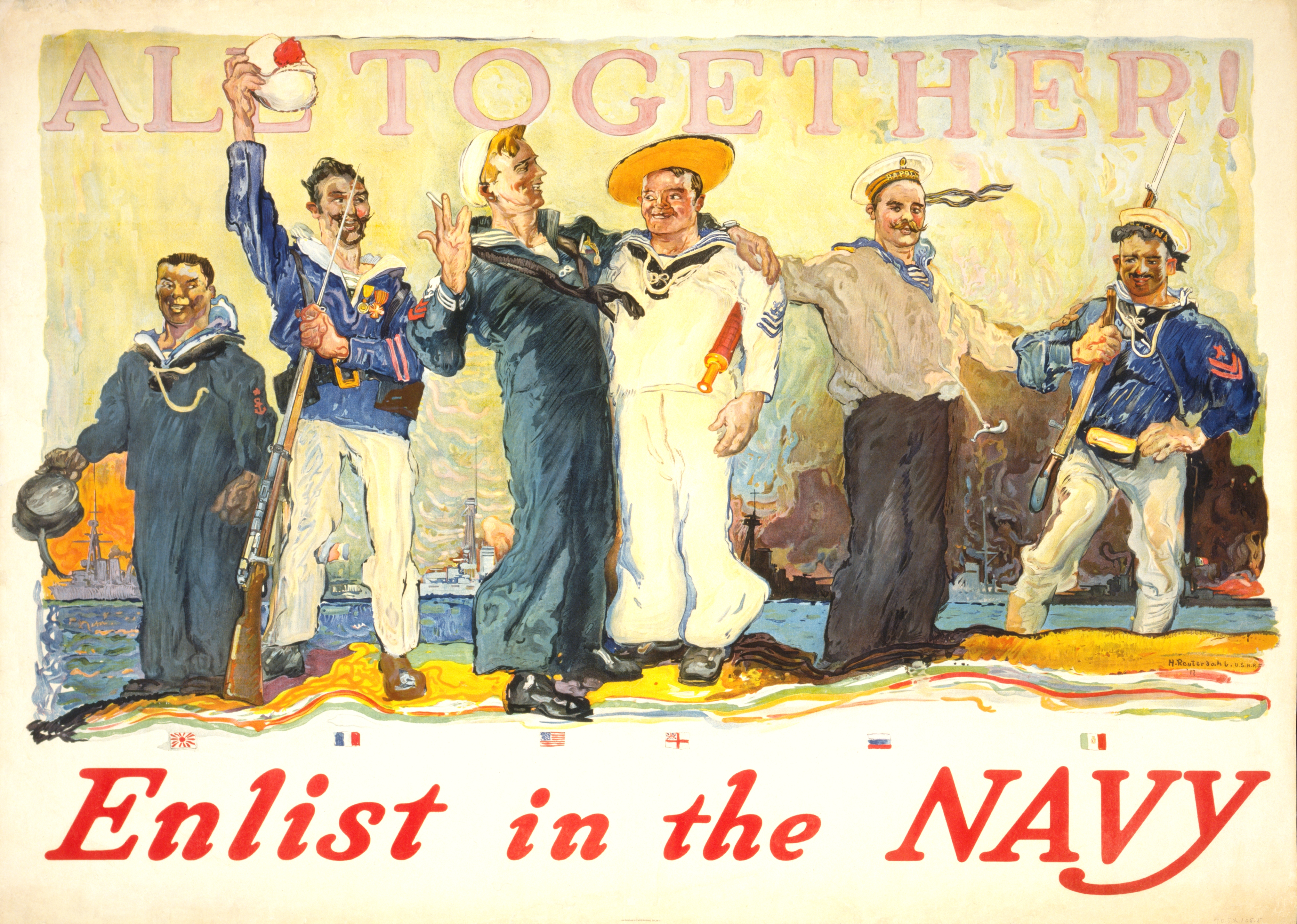
«Все вместе!». Агитационный плакат ВМС США 1917 года. Матросы союзных флотов (матрос с «Варяга» — второй справа)

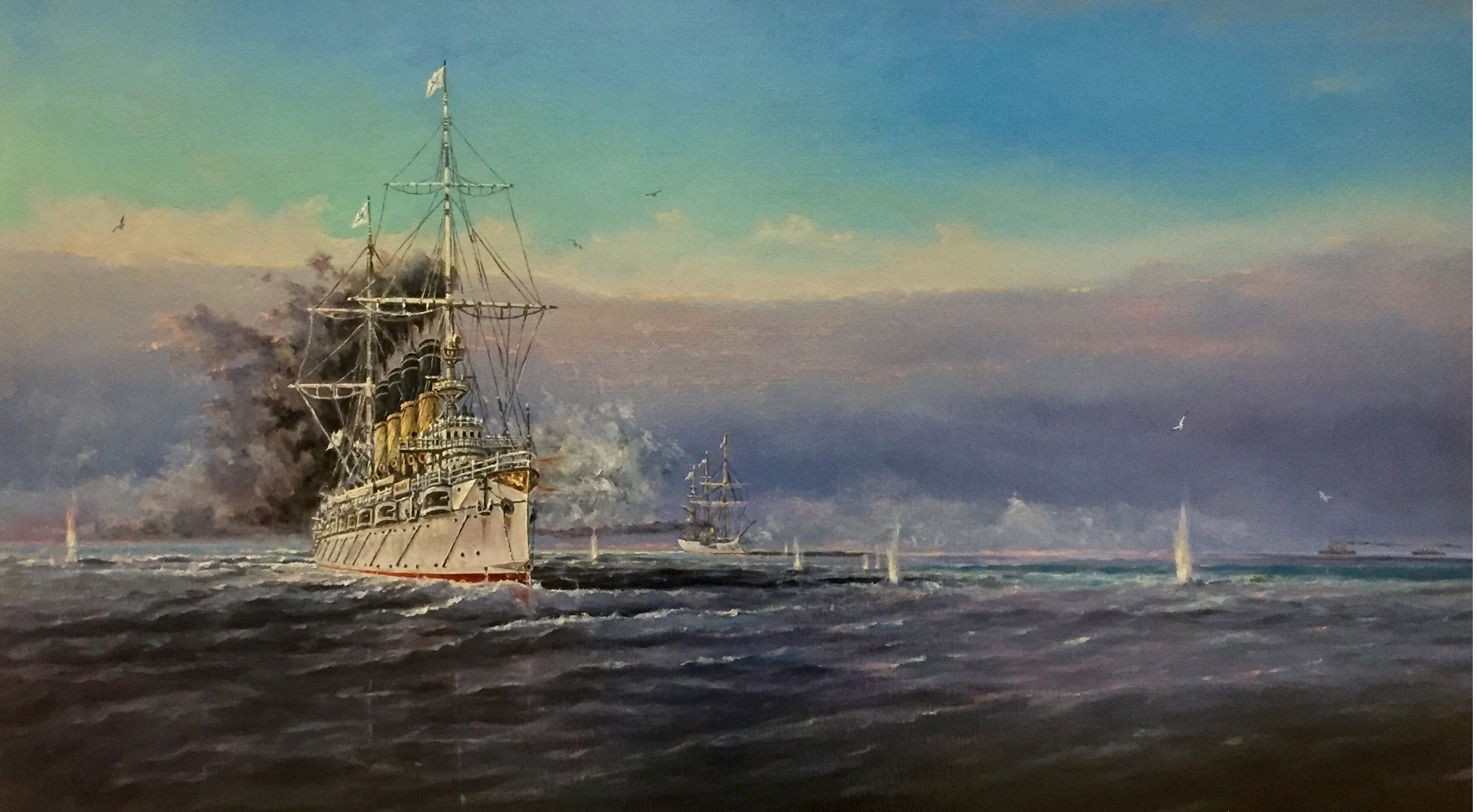
Владимир Косов. Бой при Чемульпо. Последний парад крейсера Варяг

- Подвигу экипажей крейсера «Варяг» и канонерской лодки «Кореец» посвящены песни «Врагу не сдаётся наш гордый „Варяг“», «Плещут холодные волны» и песня группы Ария «Варяг»[29].
- В 1946 году в СССР был снят художественный фильм «Крейсер „Варяг“». Примечательно, что в роли крейсера «Варяг» был использован крейсер «Аврора»[50]. На время съёмок фильма на «Авроре» была поставлена четвёртая (фальшивая) труба, поскольку настоящий крейсер «Варяг» был четырёхтрубным.
- В 1958 и 1972 годах в СССР были выпущены почтовые марки, а в 1972 году — так же почтовая карточка для картмаксимума с изображением крейсера[29].
- Подвиг крейсера положен в основу сюжета ряда литературных произведений[29], в частности, повести И. Андреева «Прорыв» (1985, журнал «Искатель»).
- В июне 2018 года во Владивостоке прошла премьера военно-морской симфонии «Варяг» кипрского композитора Мариоса Иоанну Элиа[51].
- В 2018 году хэви-металл группа Ария представила новый сингл «Варяг» из альбома «Проклятье морей» посвященный крейсеру.

В 2003 году экспедиции под руководством журналиста ВГТРК Алексея Денисова удалось отыскать точное место гибели крейсера в Ирландском море и обнаружить на дне его обломки. Рассказ об этом событии вошёл в двухсерийный документальный фильм «Крейсер „Варяг“», приуроченный к столетию битвы у Чемульпо. За этот фильм телеканал Россия получил премию ТЭФИ—2004.

## «Варяг» в моделизме
Издательством «Орел» (г. Херсон, Украина) в журнале «Бумажное моделирование» № 50 выпущена картонная сборная модель корабля в масштабе 1:200. Также существует пластиковая сборная модель от российской компании «Zvezda» в масштабе 1/350.

## Галерея
Русский крейсер «Варяг» (1901—1904)

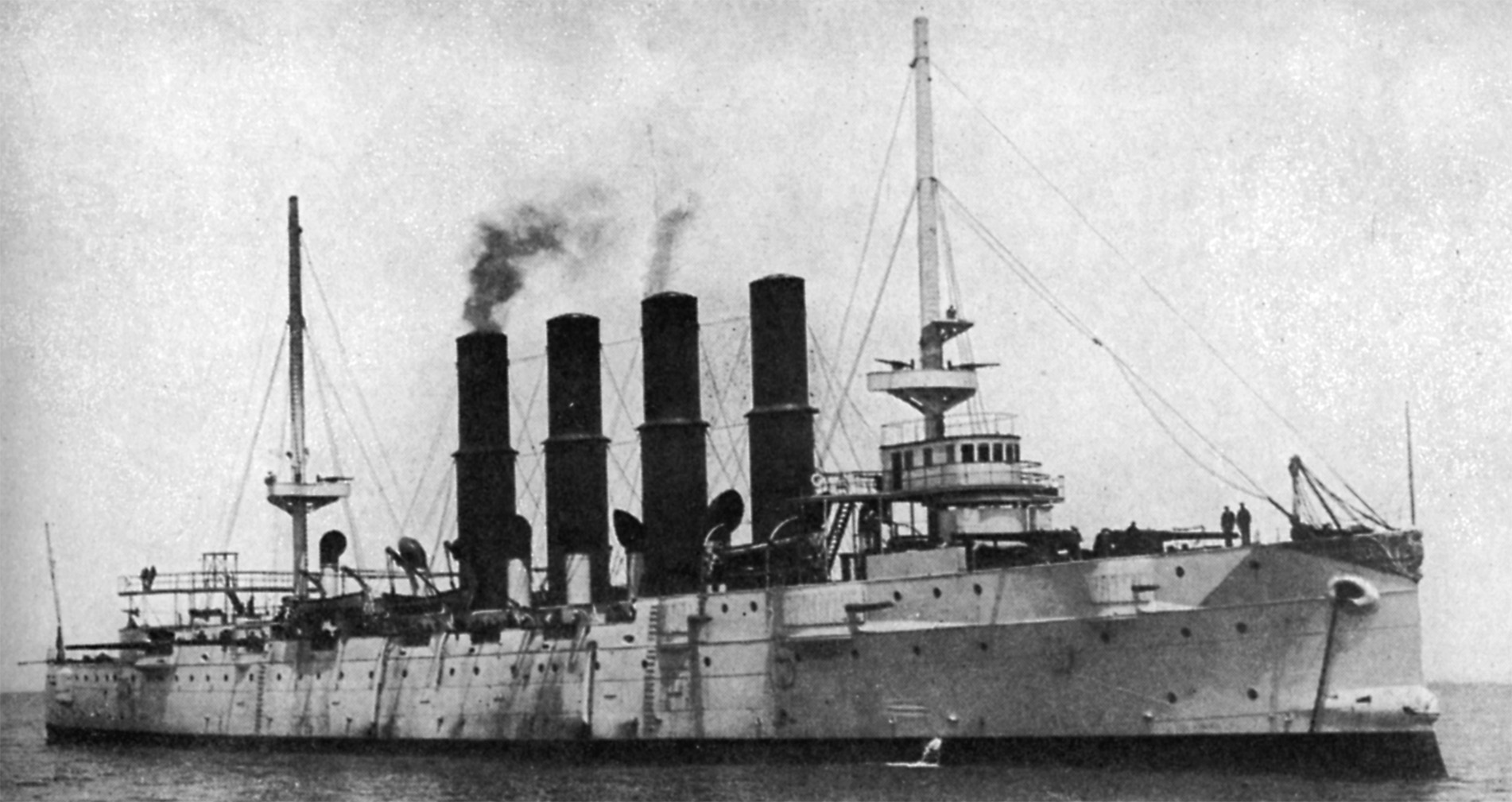
В 1904 году
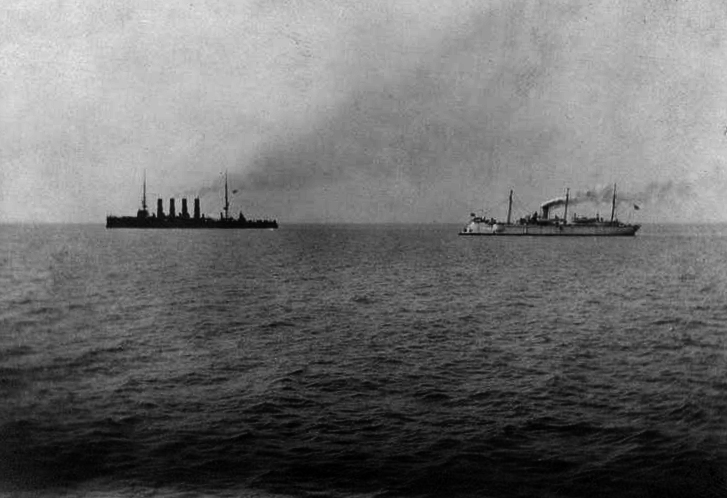
«Варяг» и «Кореец» идут в бой, 9 февраля 1904
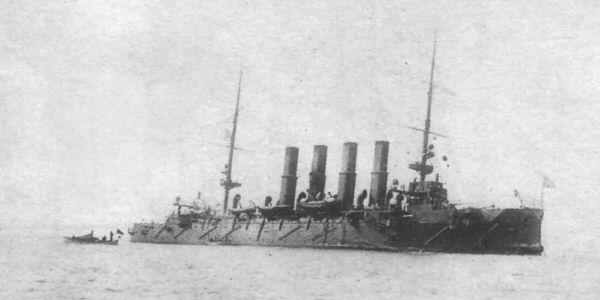
Крейсер после боя, 9 февраля 1904. Виден сильный крен на левый борт

Японский крейсер «Соя» (1907—1916)

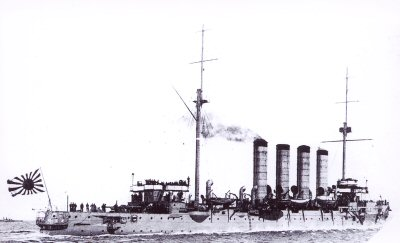
Крейсер «Соя»
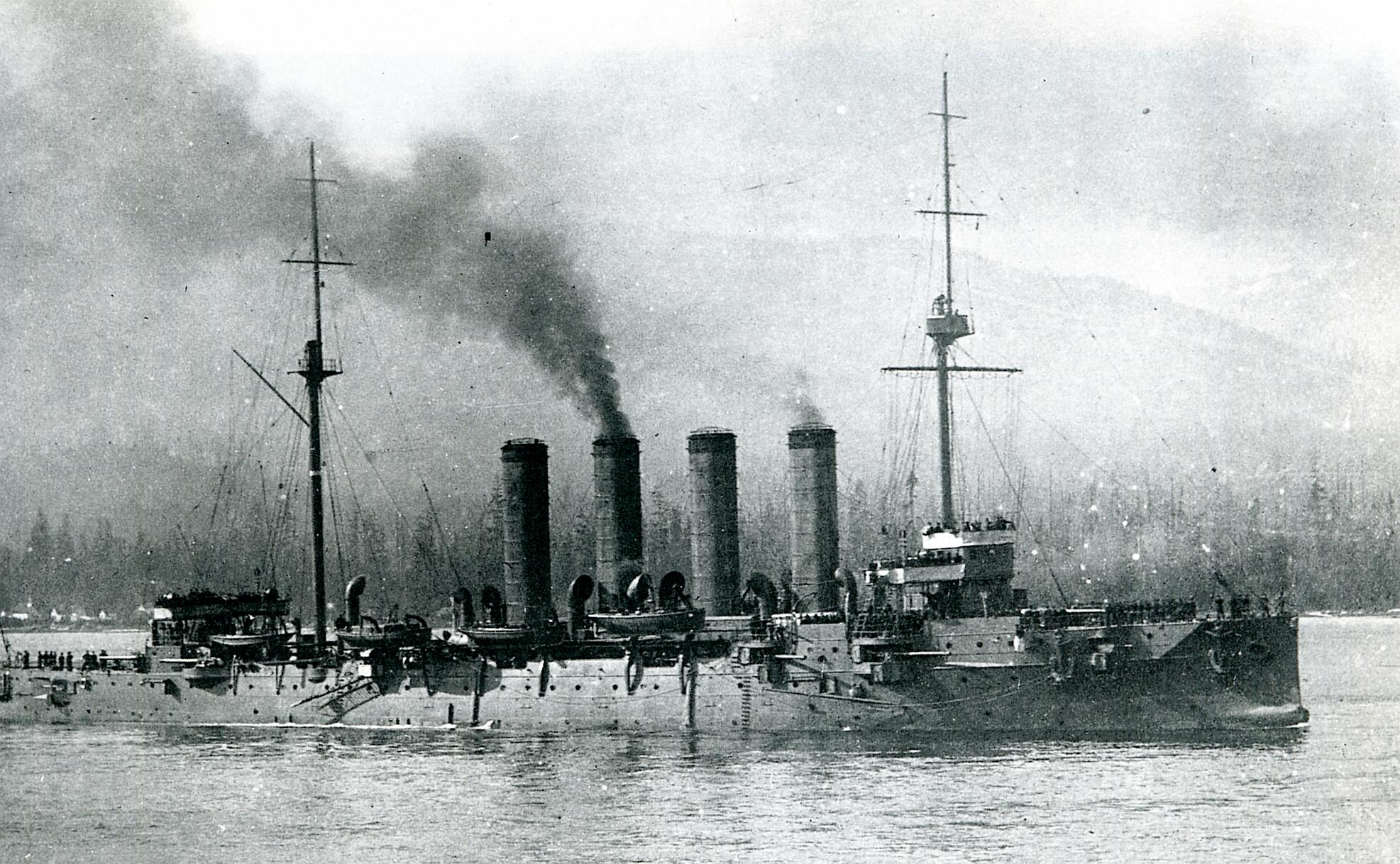
В Ванкувере, 1909 год
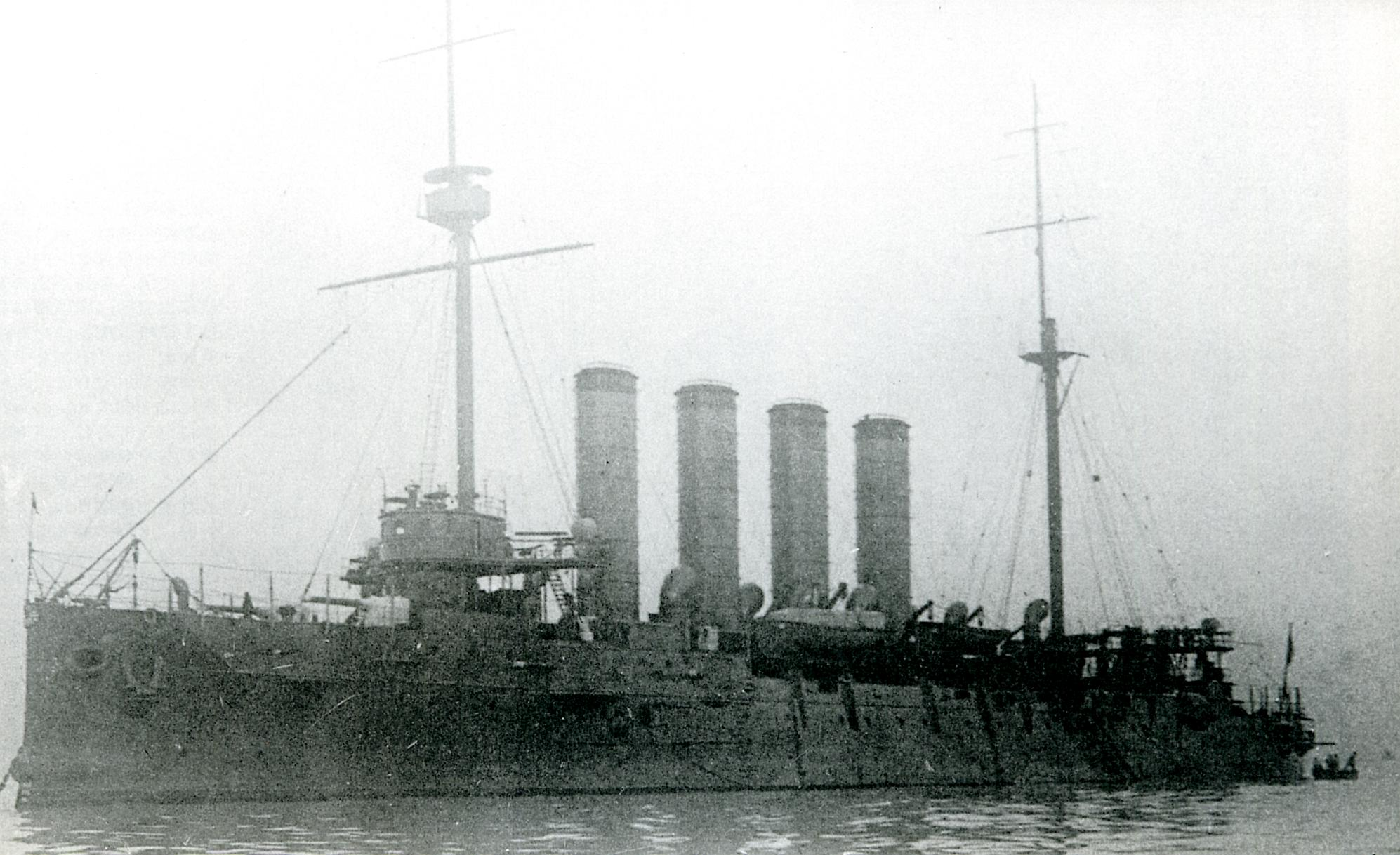
В 1911 году